# Osaka International 2013
Die Osaka International 2013 im Badminton fanden vom 3. bis zum 7. April 2013 in der Präfektur Osaka statt. Austragungsort war das Moriguchi City Gymnasium in der Stadt Moriguchi.

## Medaillengewinner
| Disziplin    | Gold                              | Silber                      | Bronze                             |
| ------------ | --------------------------------- | --------------------------- | ---------------------------------- |
| Herreneinzel | Kazuteru Kozai                    | Jun Takemura                | Yuichi Ikeda                       |
| Herreneinzel | Kazuteru Kozai                    | Jun Takemura                | Kenta Nishimoto                    |
| Dameneinzel  | Kaori Imabeppu                    | Akane Yamaguchi             | Anna Doi                           |
| Dameneinzel  | Kaori Imabeppu                    | Akane Yamaguchi             | Shizuka Uchida                     |
| Herrendoppel | Kenta Kazuno Kazushi Yamada       | Takatoshi Kurose Sho Zeniya | Huang Po-jui Liao Min-chun         |
| Herrendoppel | Kenta Kazuno Kazushi Yamada       | Takatoshi Kurose Sho Zeniya | Kazuya Itani Tomoya Takashina      |
| Damendoppel  | Rie Eto Yu Wakita                 | Yuriko Miki Koharu Yonemoto | Shizuka Matsuo Akane Watanabe      |
| Damendoppel  | Rie Eto Yu Wakita                 | Yuriko Miki Koharu Yonemoto | Anna Doi Mami Naito                |
| Mixed        | Lukhi Apri Nugroho Annisa Saufika | Lin Chia-yu Wang Pei-rong   | Liao Min-chun Chen Hsiao-huan      |
| Mixed        | Lukhi Apri Nugroho Annisa Saufika | Lin Chia-yu Wang Pei-rong   | Alfian Eko Prasetya Wulan Sari Sri |